# 秋元景朝
秋元 景朝（あきもと かげとも）は、戦国時代から安土桃山時代にかけての武将。深谷上杉家の家臣。

## 生涯
秋元氏は宇都宮氏の流れを汲むとされる。宇都宮頼綱の子・泰業が13世紀前半に上総国秋元荘を領して後に秋元氏を名乗った。
大永5年（1525年）、秋元政朝の子として誕生。
天文10年（1541年）、故あって秋元の地を去り、深谷上杉家の上杉憲賢の家臣となって上野台と瀧瀬の2村を拝領した。後北条氏との戦いでは重臣として戦うが、主家が北条氏に降るとそれに従う。岡谷加賀守・井草左衛門・上原出羽守と共に、深谷上杉氏四天王と呼ばれた。
天正15年（1587年）、死去。子・長朝は後に譜代大名となった。
なお、熊野大神社を造営したと伝わるが、現在のものは江戸時代後期に改修された物である。

## 系譜
- 父：秋元政朝
- 母：不詳
- 室：妙耕院 - 上杉憲政養女、古幡良家娘
  - 男子：秋元長朝（1546-1628）